# Rita Ferro Rodrigues
Rita de Aguilar Ferro Rodrigues (Lisboa, 16 de Outubro de 1976) é uma jornalista e apresentadora de televisão portuguesa, filha de Eduardo Ferro Rodrigues, ex-Secretário-Geral do PS e antigo Presidente da Assembleia da República de Portugal.

## Carreira
Aos 16 anos começou a apresentar o jornal televisivo para crianças, Caderno Diário na RTP 2, trabalhando de seguida no 1.ª Vez, programa de debates para jovens, no qual fez o primeiro directo. Seguiram-se Ferro e Fogo, Passeio da Fama, Sub-26, Portugalmente e Falar-a-Falar. Entretanto, fez teatro, rádio na Antena 1. Frequentou o curso de Direito, na Universidade Católica, e Comunicação Social, na Universidade Autónoma.
Já na SIC, começou pelo trabalho de redacção e passou depois a apresentar o programa de informação Verão Quente. Foi também pivô da SIC Notícias, durante quase 12 meses. Depois, foi entrevistadora em Pavilhão do Futuro e Encontro Marcado, este último programa, na SIC Mulher. Em 2003 apresentava Cartaz, magazine cultural da SIC Notícias. De Janeiro de 2006 a Agosto de 2008 apresentou Contacto, programa de entretenimento na SIC. A partir de Setembro de 2008, ocupou um cargo na direcção de programas da SIC, dirigindo por exemplo o programa SIC ao Vivo.
Em Setembro de 2009, volta à apresentação, estreando ao lado do humorista Francisco Menezes, o programa Companhia das Manhãs, emitido entre as 10H e a 13H na SIC.
Com uma grande sensibilidade para as causas sociais, Rita Ferro Rodrigues é a mentora do espaço online “Trocas de Amor”, uma página na rede social Facebook, onde a apresentadora da SIC coloca assim a sua visibilidade pública ao serviço de uma causa.
Fundou com Iva Domingues e Vera Sacramento a plataforma Capazes, inicialmente denominada "Maria Capaz", um espaço de afirmação da mulher e de discussão da condição feminina. O website ultrapassou no primeiro mês, 1 milhão de visualizações.
Saiu da SIC em Março de 2018.
A 15 de Junho de 2018, Rita Ferro Rodrigues lançou um novo projecto digital: "Elefante de Papel".

## Televisão

### Apresentadora
| Ano             | Programa                    | Notas                                             | Canal        |
| --------------- | --------------------------- | ------------------------------------------------- | ------------ |
| 2021 - presente | Máquina do Tempo            | Apresentadora                                     | 11           |
| 2017 - 2018     | Juntos à Tarde              | com João Baião                                    | SIC          |
| 2016            | Grande Tarde                | substituta durante as férias de Andreia Rodrigues | SIC          |
| 2014            | Queridas Manhãs             | substituta durante as férias de Júlia Pinheiro    | SIC          |
| 2014            | Sextas Mágicas              | Apresentadora                                     | SIC          |
| 2013 - 2016     | Portugal em Festa           | com João Baião/ José Figueiras                    | SIC          |
| 2012            | Toca a Mexer                | com Bárbara Guimarães                             | SIC          |
| 2012            | Até à Verdade               | Apresentadora                                     | SIC          |
| 2011            | Vizinho, Mudei a Loja       | Apresentadora                                     | SIC Mulher   |
| 2009 - 2010     | Companhia das Manhãs        | com Francisco Menezes                             | SIC          |
| 2008            | Anjo da Guarda              | Apresentadora                                     | SIC          |
| 2008            | Fátima                      | Substituta nas ausências de Fátima Lopes          | SIC          |
| 2006 - 2008     | Contacto                    | com Nuno Graciano                                 | SIC          |
| 2003            | Cartaz Cultural             | Apresentadora                                     | SIC          |
| 2001            | Verão Quente                | Apresentadora                                     | SIC Notícias |
| 2001            | Mar Português               | Apresentadora                                     | SIC Notícias |
| 2000            | Festival RTP da Canção 2000 | Apresentadora                                     | RTP1         |
| 1999            | A Ferro e Fogo              | Apresentadora                                     | RTP1         |
| 1999            | Sub 26                      | Apresentadora                                     | RTP1         |
| 1999            | Passeio da Fama             | Apresentadora                                     | RTP1         |
| 1998            | Portugalmente               | Apresentadora                                     | RTP1         |
| 1998            | Primeira Vez                | Apresentadora                                     | RTP1         |
| 1993 - 1995     | Caderno Diário              | Apresentadora                                     | RTP2         |

### Coordenadora / Editora de conteúdos
| Ano  | Programa          | Canal             |
| 2012 | Até à Verdade     | SIC               |
| 2008 | SIC Ao Vivo       | SIC               |
| 2008 | Maratona do Humor | SIC               |
| 2000 | Sub-26            | RTP Internacional |
| 1999 | A Ferro e Fogo    | RTP               |

### Entrevistadora
| Ano       | Programa           | Canal      |
| 2003/2004 | Pavilhão do Futuro | SIC Mulher |
| 2003      | Encontro Mercado   | SIC Mulher |
| 1999      | A Ferro e Fogo     | RTP        |

### Atriz
| Ano  | Nome                       | Papel                      | Produção |
| 2006 | Floribela (série infantil) | apresentadora de televisão | SIC      |
| 1996 | O Ensaio (Teatro Aberto)   |                            | RTP      |

## Rádio
| Ano         | Nome                     | Notas    | Estação  |
| 1999 - 2000 | Todas as Manhãs do Mundo | Locutora | Antena 1 |

## Livros
| Ano  | Nome                             | Editora        |
| 2010 | “Deve ser isto o Amor”           | Divina Comedia |
| 2005 | “Leonor no Jardim da Gulbenkian” | Divina Comedia |
| 2004 | “No Parapeito”                   | Divina Comedia |

## Redes Sociais
| Ano             | Nome                                | Link                                                              |
| 2018 - presente | Elefante de Papel                   | http://www.elefantedepapel.pt/                                    |
| 2014 - presente | Plataforma Capazes                  | https://capazes.pt/                                               |
| 2011            | Rita Ferro Rodrigues Página Oficial | https://www.facebook.com/ritaferrorodriguesoficiaL                |
| 2011            | Trocas de Amor (projeto solidário)  | https://www.facebook.com/pages/Trocas-Free/749847728420450?fref=t |

## Vida Pessoal
Esteve casada com o repórter da SIC Daniel Cruzeiro, com o qual trabalhou no programa de informação Verão Quente e de quem tem uma filha, Leonor.
Está numa relação com Rúben Vieira, assistente de realização da SIC desde 2007. Em Outubro de 2010, nasceu o primeiro filho do casal, Eduardo, como o avô materno.